# Onychopterocheilus nigropilosus
Onychopterocheilus nigropilosus är en stekelart som först beskrevs av Kostylev 1940.  Onychopterocheilus nigropilosus ingår i släktet Onychopterocheilus och familjen Eumenidae. Inga underarter finns listade i Catalogue of Life.